# Saison 2020-2021 de l'Union sportive arlequins perpignanais
Cette page présente la saison 2020-2021 de l'Union sportive arlequins perpignanais en Pro D2.

## Encadrement
- Manager général : Christian Lanta
- Team Manager : Rimas Álvarez Kairelis
- Entraîneur principal : Patrick Arlettaz
- Entraîneur des avants : Perry Freshwater
- Entraîneur de la défense : Gérald Bastide
- Analyste vidéo : Didier Plana
- Préparateur physique : Mathieu Defontaine

## Effectif
| Nom                   | Poste              | Naissance         | Nationalité sportive | Sélections | Dernier club          | Arrivée au club (année) |
| --------------------- | ------------------ | ----------------- | -------------------- | ---------- | --------------------- | ----------------------- |
| Davit Kubriashvili    | Pilier             | 3 décembre 1986   | Géorgie              |            | FC Grenoble           | 2020                    |
| Kevin Tougne          | Pilier             | 13 avril 1997     | France               |            | Stade toulousain      | 2016                    |
| Quentin Walcker       | Pilier             | 21 février 1996   | France               | -          | Formé au club         | 2016                    |
| Sacha Lotrian         | Pilier             | 14 août 2000      | France               |            | Formé au club         | 2019                    |
| Vakhtang Jintcharadze | Pilier             | 8 novembre 1999   | Géorgie              |            | Formé au club         | 2019                    |
| Siua Halanukonuka     | Pilier             | 9 août 1986       | Tonga                |            | Glasgow Warriors      | 2020                    |
| Terry Philippart      | Pilier             | 5 août 1992       | France               |            | USON Nevers           | 2020                    |
| Akato Fakatika        | Pilier             | 31 janvier 2001   | France               |            | Formé au club         | 2020                    |
| Charles Géli          | Talonneur          | 26 mars 1987      | France               |            | Montpellier HR        | 2019                    |
| Killian Taofifénua    | Talonneur          | 20 juillet 2000   | France               |            | Formé au club         | 2020                    |
| Lucas Velarte         | Talonneur          | 24 octobre 1998   | France               |            | Formé au club         | 2019                    |
| Seilala Lam           | Talonneur          | 18 février 1989   | Samoa                |            | USO Nevers            | 2017                    |
| Alban Roussel         | Deuxième ligne     | 11 septembre 1998 | France               | -          | Formé au club         | 2018                    |
| Shahn Eru             | Deuxième ligne     | 20 septembre 1989 | Îles Cook            |            | Bay of Plenty         | 2017                    |
| Tristan Labouteley    | Deuxième ligne     | 12 avril 1995     | France               | -          | Union Bordeaux Bègles | 2017                    |
| Piula Faasalele       | Deuxième ligne     | 22 janvier 1988   | Samoa                |            | Stade toulousain      | 2019                    |
| Alan Brazo            | Troisième ligne    | 31 mai 1992       | France               | -          | Formé au club         | 2014                    |
| Damien Chouly         | Troisième ligne    | 27 novembre 1985  | France               |            | ASM Clermont          | 2019                    |
| Genesis Mamea Lemalu  | Troisième ligne    | 22 septembre 1988 | Samoa                |            | CS Bourgoin-Jallieu   | 2016                    |
| Karl Chateau          | Troisième ligne    | 15 juin 1992      | France               | -          | Stade toulousain      | 2013                    |
| Lucas Bachelier       | Troisième ligne    | 26 mars 1995      | France               | -          | Formé au club         | 2014                    |
| Michael Faleafa       | Troisième ligne    | 3 février 1992    | Tonga                |            | Northland             | 2017                    |
| Pierre Reynaud        | Troisième ligne    | 24 février 1996   | France               |            | Formé au club         | 2017                    |
| Matéo Jeune-Joly      | Demi de mêlée      | 4 décembre 2001   | France               | -          | Formé au club         | 2021                    |
| Sadek Deghmache       | Demi de mêlée      | 5 octobre 1995    | France               | -          | Formé au club         | 2016                    |
| Tom Ecochard          | Demi de mêlée      | 14 décembre 1992  | France               | -          | RC Narbonne           | 2010                    |
| Ben Volavola          | Demi d'ouverture   | 13 janvier 1991   | Fidji                |            | Racing 92             | 2020                    |
| Matteo Rodor          | Demi d'ouverture   | 4 juillet 1999    | France               | -          | Formé au club         | 2019                    |
| Patricio Fernandez    | Demi d'ouverture   | 11 octobre 1994   | Argentine            |            | Lyon OU               | 2020                    |
| Thibauld Suchier      | Demi d'ouverture   | 20 juin 1991      | France               | -          | AS Béziers            | 2019                    |
| Thibault Olender      | Demi d'ouverture   | 12 février 2000   | France               | -          | CA Brive              | 2019                    |
| Afusipa Taumoepeau    | Trois-quart centre | 26 janvier 1990   | Australie            | -          | Castres Olympique     | 2018                    |
| Jerónimo de la Fuente | Trois-quart centre | 24 février 1991   | Argentine            |            | Jaguares              | 2020                    |
| Pierre Lucas          | Trois-quart centre | 29 avril 1997     | France               | -          | Formé au club         | 2016                    |
| Alivereti Duguivalu   | Trois-quart centre | 21 juillet 1997   | Fidji                | -          | Formé au club         | 2017                    |
| Baptiste Plana        | Trois-quart aile   | 12 octobre 1999   | France               | -          | Formé au club         | 2021                    |
| George Tilsley        | Trois-quart aile   | 27 février 1992   | Nouvelle-Zélande     | -          | Union Bordeaux Bègles | 2019                    |
| Jean-Bernard Pujol    | Trois-quart aile   | 11 avril 1992     | France               | -          | Stade toulousain      | 2014                    |
| Lucas Dubois          | Trois-quart aile   | 9 juin 1998       | France               | -          | Formé au club         | 2019                    |
| Julien Farnoux        | Arrière            | 24 avril 1993     | France               | -          | ASM Clermont Auvergne | 2014                    |
| Mathieu Acebes        | Arrière            | 1er août 1987     | France               | -          | Section paloise       | 2016                    |
| Melvyn Jaminet        | Arrière            | 30 juin 1999      | France               | -          | Formé au club         | 2020                    |
| Quentin Etienne       | Arrière            | 14 juillet 1990   | France               | -          | US Oyonnax            | 2019                    |

## Calendrier et résultats

### Pro D2
| - Biarritz olympique - USA Perpignan : 21 - 12 - USA Perpignan - Stade montois : 50 - 10 - USA Perpignan - Rouen NR : 20 - 14 - US Carcassonne - USA Perpignan : 23 - 26 - USA Perpignan - FC Grenoble : 26 - 18 - USO Nevers - USA Perpignan : 22 - 25 - USA Perpignan - US Montauban : 27 - 6 - USA Perpignan - AS Béziers : 10 - 16 - RC Vannes - USA Perpignan : 19 - 21 - USA Perpignan - Stade aurillacois : 31 - 6 - USA Perpignan - Soyaux Angoulême XV : 49 - 0 - Valence Romans DR - USA Perpignan : 9 - 28 - USA Perpignan - Oyonnax rugby : 20 - 10 - Colomiers rugby - USA Perpignan : 23 - 18 - Provence rugby - USA Perpignan : 34 - 41 | - Stade montois - USA Perpignan : 7 - 30 - USA Perpignan - Colomiers rugby : 28 - 12 - US Montauban - USA Perpignan : 25 - 23 - USA Perpignan - US Carcassonne : 17 - 9 - Soyaux Angoulême XV - USA Perpignan : 17 - 31 - USA Perpignan - Valence Romans DR : 24 - 20 - Oyonnax rugby - USA Perpignan : 28 - 35 - USA Perpignan - Provence rugby : 42-3 - FC Grenoble - USA Perpignan : 20-28 - Stade aurillacois - USA Perpignan : 27-27 - USA Perpignan - Biarritz olympique : 29-27 - AS Béziers - USA Perpignan : 14-19 - USA Perpignan - USO Nevers : 37-16 - Rouen NR - USA Perpignan : 31 - 17 - USA Perpignan - RC Vannes : 30-17 |

### Classement de la saison régulière
| Rang | Club                | J  | V  | N | D  | Bo | Bd | Pm  | Pe  | Diff | Pts |
| ---- | ------------------- | -- | -- | - | -- | -- | -- | --- | --- | ---- | --- |
| 1    | USA Perpignan       | 30 | 24 | 1 | 5  | 7  | 2  | 821 | 504 | +317 | 107 |
| 2    | RC Vannes           | 30 | 21 | 2 | 7  | 8  | 3  | 722 | 513 | +209 | 99  |
| 3    | Biarritz olympique  | 30 | 19 | 2 | 9  | 6  | 5  | 700 | 578 | +122 | 91  |
| 4    | Oyonnax Rugby       | 30 | 18 | 2 | 10 | 5  | 1  | 808 | 657 | +151 | 82  |
| 5    | FC Grenoble         | 30 | 16 | 1 | 13 | 4  | 5  | 666 | 594 | +72  | 75  |
| 6    | Colomiers Rugby     | 29 | 16 | 1 | 12 | 2  | 6  | 617 | 587 | +30  | 74  |
| 7    | USO Nevers          | 30 | 13 | 1 | 16 | 5  | 6  | 650 | 652 | -2   | 65  |
| 8    | US Carcassonne      | 30 | 14 | 1 | 15 | 3  | 4  | 653 | 665 | -12  | 65  |
| 9    | US Montauban        | 30 | 14 | 1 | 15 | 0  | 2  | 627 | 762 | -135 | 60  |
| 10   | Stade aurillacois   | 30 | 12 | 1 | 17 | 2  | 6  | 557 | 585 | -28  | 58  |
| 11   | Stade montois       | 29 | 11 | 3 | 15 | 2  | 4  | 550 | 662 | -112 | 56  |
| 12   | AS Béziers          | 30 | 10 | 1 | 19 | 3  | 11 | 620 | 671 | -51  | 56  |
| 13   | Provence Rugby      | 30 | 11 | 2 | 17 | 1  | 6  | 622 | 743 | -121 | 55  |
| 14   | Rouen NR            | 30 | 11 | 1 | 18 | 1  | 7  | 552 | 605 | -53  | 54  |
| 15   | Valence Romans DR   | 30 | 9  | 3 | 18 | 1  | 6  | 647 | 804 | -157 | 49  |
| 16   | Soyaux Angoulême XV | 30 | 8  | 1 | 21 | 1  | 7  | 522 | 752 | -230 | 42  |

|  | Qualication pour les demi-finales (no 1, no 2) .          |
|  | Qualification pour les barrages (no 3, no 4, no 5, no 6). |
|  | Relégation en Nationale (no 15 et no 16).                 |

Attribution des points : victoire sur tapis vert : 5, victoire : 4, match nul : 2, défaite : 0, forfait : -2 ; plus les bonus (offensif : 3 essais de plus que l'adversaire ; défensif : défaite par 5 points d'écart ou moins; les deux bonus peuvent se cumuler).
Règles de classement :
1. points terrain (bonus compris) ; 2. points terrain obtenus dans les matchs entre équipes concernées ; 3. différence de points sur l'ensemble des matchs ; 4. différence de points dans les matchs entre équipes concernées ; 5. différence entre essais marqués et concédés dans les matchs entre équipes concernées ; 6. nombre de points marqués sur l'ensemble des matchs ; 7. différence entre essais marqués et concédés ; 8. nombre de forfaits n'ayant pas entraîné de forfait général ; 9. place la saison précédente.

### Tableau final
|  | Barrages                                                      | Barrages                                              |                                                  |                                                  | Demi-finales                                         | Demi-finales                                         |  |  | Finale                                             | Finale                                             |
|  | Barrages                                                      | Barrages                                              |                                                  |                                                  | Demi-finales                                         | Demi-finales                                         |  |  | Finale                                             | Finale                                             |
|  |                                                               |                                                       |                                                  |                                                  |                                                      |                                                      |  |  |                                                    |                                                    |
|  | 22 mai 2021 à 13 h 5 au Stade Charles-Mathon, Oyonnax         | 22 mai 2021 à 13 h 5 au Stade Charles-Mathon, Oyonnax |                                                  |                                                  | 30 mai 2021 à 15 h 30 au stade Aimé-Giral, Perpignan | 30 mai 2021 à 15 h 30 au stade Aimé-Giral, Perpignan |  |  | 5 juin 2021 à 17 h 30 au GGL Stadium à Montpellier | 5 juin 2021 à 17 h 30 au GGL Stadium à Montpellier |
|  | 22 mai 2021 à 13 h 5 au Stade Charles-Mathon, Oyonnax         | 22 mai 2021 à 13 h 5 au Stade Charles-Mathon, Oyonnax |                                                  |                                                  | 30 mai 2021 à 15 h 30 au stade Aimé-Giral, Perpignan | 30 mai 2021 à 15 h 30 au stade Aimé-Giral, Perpignan |  |  | 5 juin 2021 à 17 h 30 au GGL Stadium à Montpellier | 5 juin 2021 à 17 h 30 au GGL Stadium à Montpellier |
|  | 22 mai 2021 à 13 h 5 au Stade Charles-Mathon, Oyonnax         | 22 mai 2021 à 13 h 5 au Stade Charles-Mathon, Oyonnax | USA Perpignan                                    | 27                                               |                                                      |                                                      |  |  | 5 juin 2021 à 17 h 30 au GGL Stadium à Montpellier | 5 juin 2021 à 17 h 30 au GGL Stadium à Montpellier |
|  | Oyonnax rugby                                                 | 28                                                    | USA Perpignan                                    | 27                                               |                                                      |                                                      |  |  | 5 juin 2021 à 17 h 30 au GGL Stadium à Montpellier | 5 juin 2021 à 17 h 30 au GGL Stadium à Montpellier |
|  | Oyonnax rugby                                                 | 28                                                    | Oyonnax rugby                                    | 15                                               |                                                      |                                                      |  |  | 5 juin 2021 à 17 h 30 au GGL Stadium à Montpellier | 5 juin 2021 à 17 h 30 au GGL Stadium à Montpellier |
|  | Colomiers rugby                                               | 22                                                    | Oyonnax rugby                                    | 15                                               |                                                      |                                                      |  |  | 5 juin 2021 à 17 h 30 au GGL Stadium à Montpellier | 5 juin 2021 à 17 h 30 au GGL Stadium à Montpellier |
|  | Colomiers rugby                                               | 22                                                    | 30 mai 2021 à 18 h au stade de la Rabine, Vannes | 30 mai 2021 à 18 h au stade de la Rabine, Vannes | USA Perpignan                                        | 33                                                   |  |  |                                                    |                                                    |
|  | 22 mai 2021 à 15 h 30 au Parc des sports d'Aguiléra, Biarritz |                                                       | 30 mai 2021 à 18 h au stade de la Rabine, Vannes | 30 mai 2021 à 18 h au stade de la Rabine, Vannes | USA Perpignan                                        | 33                                                   |  |  |                                                    |                                                    |
|  |                                                               | Biarritz olympique                                    | 30 mai 2021 à 18 h au stade de la Rabine, Vannes | 30 mai 2021 à 18 h au stade de la Rabine, Vannes | 14                                                   |                                                      |  |  |                                                    |                                                    |
|  | Biarritz olympique                                            | Biarritz olympique                                    | 30 mai 2021 à 18 h au stade de la Rabine, Vannes | 30 mai 2021 à 18 h au stade de la Rabine, Vannes | 14                                                   | 41                                                   |  |  |                                                    |                                                    |
|  | Biarritz olympique                                            | RC Vannes                                             | 33                                               |                                                  |                                                      | 41                                                   |  |  |                                                    |                                                    |
|  | FC Grenoble                                                   | RC Vannes                                             | 33                                               | 14                                               |                                                      |                                                      |  |  |                                                    |                                                    |
|  | FC Grenoble                                                   | Biarritz olympique                                    | 34                                               | 14                                               |                                                      |                                                      |  |  |                                                    |                                                    |
|  |                                                               | Biarritz olympique                                    | 34                                               |                                                  |                                                      |                                                      |  |  |                                                    |                                                    |

### Demi-finale
| 30 mai 2020 15 h 30 | USA Perpignan | 27 - 15 (15 - 6) | Oyonnax rugby                                     | Stade Aimé-Giral, Perpignan 1 000 spectateurs Arbitre : Pierre Brousset |
| 30 mai 2020 15 h 30 | Essai(s) : 4 Tilsley (4e), Deghmache (8e), Lemalu (54e), Dubois (69e) Transformation(s) : 2 Jaminet (10e, 55e) Pénalité(s) : 1 Jaminet (20e) |                  | Pénalité(s) : 5 Beauxis (23e, 32e, 44e, 52e, 65e) | Stade Aimé-Giral, Perpignan 1 000 spectateurs Arbitre : Pierre Brousset |
| 30 mai 2020 15 h 30 | |                  |                                                   | Stade Aimé-Giral, Perpignan 1 000 spectateurs Arbitre : Pierre Brousset |

### Finale
| 5 juin 2021 17 h 30 | USA Perpignan | 33 - 14 (16 - 9) | Biarritz olympique                                                                                        | GGL Stadium, Montpellier Arbitre : Cédric Marchat |
| 5 juin 2021 17 h 30 | Essai(s) : 3 Tilsley (10e), Volavola (53e), Jaminet (74e) Transformation(s) : 3 Jaminet (10e, 53e, 74e) Pénalité(s) : 3 Jaminet (26e, 33e, 39e, 43e) Carton(s) jaune(s) : 1 Chouly (80e) |                  | Essai(s) : 1 Peyresblanques (80e) Pénalité(s) : 3 Hart (16e, 28e, 31e) Carton(s) jaune(s) : 1 Saili (50e) | GGL Stadium, Montpellier Arbitre : Cédric Marchat |
| 5 juin 2021 17 h 30 | |                  | | GGL Stadium, Montpellier Arbitre : Cédric Marchat |

## Statistiques

### Championnat de France
Meilleurs réalisateurs
| Rang | Joueur | Poste | Points | Essais | Transf. | Pén. | Drops |
| ---- | ------ | ----- | ------ | ------ | ------- | ---- | ----- |
| 1    | -      | -     | -      | -      | -       | -    | -     |
| 2    | -      | -     | -      | -      | -       | -    | -     |
| 3    | -      | -     | -      | -      | -       | -    | -     |
| 4    | -      | -     | -      | -      | -       | -    | -     |
| 5    | -      | -     | -      | -      | -       | -    | -     |

Meilleurs marqueurs
| Rang | Joueur | Poste | Essais |
| ---- | ------ | ----- | ------ |
| 1    | -      | -     | -      |
| 2    | -      | -     | -      |
| 3    | -      | -     | -      |
| 4    | -      | -     | -      |
| 5    | -      | -     | -      |